# 山道天橋
山道天橋（英語：Hill Road Flyover）是位於香港中西區石塘咀的一條由南向北的單向行車高架道路。該道路於1981年8月18日啟用，其中段走向大致上跟山道相同，但兩端連接的位置都不相同。
山道天橋上接薄扶林道，兩旁為香港大學任白樓和香港潮商學校；前行約80公尺後即與平面道路山道相會（但未相接），其後兩道一上一下大致並行，直到過德輔道西後兩道始分離。山道天橋右彎後成向東方向，並分岔為兩條引道，右側引道下接諾道西高架道路，左側引道下接干諾道西平面道路而止於嘉安街口。
在一年一度的盂蘭節，山道天橋下會有人搭臨時戲棚，上演神功戲。
由於走線問題，所有車輛若須反方向前往南區，須途經西營盤。
山道天橋曾被形容為一件解構主義建築傑作。
2022年12月，山道天橋休憩處完成翻新工程，以「玩樂」為主題，由「未．共研社」負責設計。座椅上方加設動感燈光裝置，同時設有活動空間及象棋桌，而地面寫上中西區歷史事件。

## 交匯道路
- 薄扶林道
- 干諾道西天橋
- 干諾道西